# Neostenetroides schotteae
Neostenetroides schotteae is een pissebed uit de familie Gnathostenetroidae. De wetenschappelijke naam van de soort is voor het eerst geldig gepubliceerd in 1997 door Ortiz, Lalana & Perez.